# Campeonato Mundial de Atletismo Júnior de 1990
O Campeonato Mundial de Atletismo Júnior de 1990 foi a terceira edição do Campeonato Mundial de Atletismo Júnior. Foi realizado em Plovdiv, Bulgária entre 8 e 12 de agosto.

## Resultados

### Masculino
| Evento                   | Ouro                                  | Ouro        | Prata                              | Prata    | Bronze                                 | Bronze   |
| ------------------------ | ------------------------------------- | ----------- | ---------------------------------- | -------- | -------------------------------------- | -------- |
| 100 m                    | Davidson Ezinwa · Nigéria             | 10.17 =CR   | Jason Livingston · Grã-Bretanha    | 10.25    | Rodney Bridges · Estados Unidos        | 10.37    |
| 200 m                    | Aleksandr Goremykin · União Soviética | 20.47 CR    | Davidson Ezinwa · Nigéria          | 20.75    | James Stallworth · Estados Unidos      | 20.81    |
| 400 m                    | Chris Nelloms · Estados Unidos        | 45.43 CR    | Rico Lieder · Alemanha Oriental    | 46.83    | Mark Richardson · Grã-Bretanha         | 46.33    |
| 800 m                    | Desta Asgedom · Etiópia               | 1:46.35 CR  | Jonah Birir · Quénia               | 1:46.61  | Norberto Téllez · Cuba                 | 1:47.33  |
| 1500 m                   | Moses Kiptanui · Quénia               | 3:38.32 CR  | Alemayehu Roba · Etiópia           | 3:41.71  | Desta Asgedom · Etiópia                | 3:43.38  |
| 5000 m                   | Fita Bayissa · Etiópia                | 13:42.59 CR | Abreham Assefa · Etiópia           | 13:44.63 | Francesco Bennici · Itália             | 13:47.10 |
| 10 000 m                 | Richard Chelimo · Quénia              | 28:18.57 CR | Ismael Kirui · Quénia              | 28:40.77 | Juma Ninga · Tanzânia                  | 28:41.90 |
| Corrida de estrada 20 km | Cosmas Ndeti · Quénia                 | 59:42       | Juma Ninga · Tanzânia              | 1:00:30  | Dagane Dabela · Etiópia                | 1:01:02  |
| 110 m B                  | Antti Haapakoski · Finlândia          | 13.74       | Alexis Sánchez · Cuba              | 13.75    | Kyle Vander-Kuyp · Austrália           | 13.85    |
| 400 m B                  | Rohan Robinson · Austrália            | 49.73       | Yoshihiko Saito · Japão            | 49.99    | Aleksandr Belikov · União Soviética    | 50.22    |
| 3000 m Obs.              | Matthew Birir · Quénia                | 8:31.02 CR  | Francisco Munuera · Espanha        | 8:41.03  | Simeon Rono · Quénia                   | 8:42:05  |
| Marcha atlética 10 km    | Ilya Markov · União Soviética         | 39:55.52    | Alberto Cruz · México              | 39:56.49 | Jefferson Pérez · Equador              | 40:08.23 |
| 4 x 100 metros           | Estados Unidos                        | 39.13 CR    | União Soviética                    | 39.58    | Nigéria                                | 39.68    |
| 4 x 400 metros           | Estados Unidos                        | 3:02.26     | Grã-Bretanha                       | 3:03.80  | Austrália                              | 3:05.51  |
| Salto em altura          | Dragutin Topic · Iugoslávia           | 2.37 CR     | Tim Forsyth · Austrália            | 2.29     | Stevan Zoric · Iugoslávia              | 2.26     |
| Salto com vara           | Jean Galfione · França                | 5.45        | Dmitriy Kurkulin · União Soviética | 5.40     | Miroslav Dukov · Bulgária              | 5.40     |
| Salto em distância       | James Stallworth · Estados Unidos     | 8.12 CR     | Dion Bentley · Estados Unidos      | 8.05     | Kareem Streete-Thompson · Ilhas Cayman | 7.94     |
| Salto triplo             | Sergey Bykov · União Soviética        | 16.98 CR    | Yoelbi Quesada · Cuba              | 16.62    | Nikolai Raev · Bulgária                | 16.22    |
| Arremesso de peso        | Viktor Bulat · União Soviética        | 19.21 CR    | Xie Shengying · China              | 18.57    | Yuriy Ivanov · União Soviética         | 18.13    |
| Disco                    | Ilian Iliev · Bulgária                | 58.28       | Frank Bicet · Cuba                 | 57.10    | Jan Engelmann · Alemanha Oriental      | 56.82    |
| Dardo                    | Tommi Viskari · Finlândia             | 73.88       | Dariusz Trafas · Polónia           | 72.76    | Jarkko Heimonen · Finlândia            | 72.30    |
| Martelo                  | Andrey Debeliy · União Soviética      | 70.60       | Savvas Saritzoglou · Grécia        | 70.32    | Andrey Budykin · União Soviética       | 69.36    |
| Decatlo                  | Eric Kaiser · Alemanha Ocidental      | 7762        | Jarkko Finni · Finlândia           | 7698     | David Bigham · Grã-Bretanha            | 7488     |

### Feminino
| Evento               | Ouro                               | Ouro        | Prata                                 | Prata    | Bronze                           | Bronze   |
| -------------------- | ---------------------------------- | ----------- | ------------------------------------- | -------- | -------------------------------- | -------- |
| 100 m                | Andrea Philipp · Alemanha Oriental | 11.36       | Nikole Mitchell · Jamaica             | 11.47    | Lucrécia Jardim · Portugal       | 11.52    |
| 200 m                | Diane Smith · Grã-Bretanha         | 23.10 CR    | Zundra Feagin · Estados Unidos        | 23.13    | Lucrécia Jardim · Portugal       | 23.26    |
| 400 m                | Fatima Yusuf · Nigéria             | 50.62 CR    | Charity Opara · Nigéria               | 51.28    | Manuela Derr · Alemanha Oriental | 51.95    |
| 800 m                | Liu Li · China                     | 2:03.65     | Magdalena Nedelcu · Roménia           | 2:04.52  | Aurica Rautu · Roménia           | 2:04.78  |
| 1500 m               | Qu Yunxia · China                  | 4:13.67     | Claudia Mirela Bortoi · Roménia       | 4:14.19  | Malin Ewerlöf · Suécia           | 4:14.61  |
| 3000 m               | Simona Staicu · Roménia            | 9:09.57     | Liu Shixiang · China                  | 9:10.54  | Hatsumi Matsumoto · Japão        | 9:11.92  |
| 10 000 m             | Derartu Tulu · Etiópia             | 32:56.26    | Rika Ota · Japão                      | 33:06.85 | Lydia Cheromei · Quénia          | 33:20.83 |
| 100 m B              | Gillian Russell · Jamaica          | 13.31       | Keri Maddox · Grã-Bretanha            | 13.38    | Ilka Rönisch · Alemanha Oriental | 13.41    |
| 400 m B              | Nelli Voronkova · União Soviética  | 55.84       | Marjana Lužar · Iugoslávia            | 56.74    | Omolade Akinremi · Nigéria       | 56.97    |
| Marcha atlética 5 km | Susana Feitor · Portugal           | 21:44.30 CR | Tatyana Shchastnaya · União Soviética | 22:28.74 | Simone Thust · Alemanha Oriental | 22:44.65 |
| 4 x 100 metros       | Jamaica                            | 43.82       | Grã-Bretanha                          | 44.16    | Estados Unidos                   | 44.50    |
| 4 x 400 metros       | Austrália                          | 3:30.38     | Jamaica                               | 3:31.09  | Cuba                             | 3:31.81  |
| Salto em altura      | Svetlana Lavrova · União Soviética | 1.91        | Katja Kilpi · Finlândia               | 1.88     | Lea Haggett · Grã-Bretanha       | 1.88     |
| Salto em distância   | Iva Prandzheva · Bulgária          | 6.53        | Erica Johansson · Suécia              | 6.50     | Sandrine Hennart · Bélgica       | 6.49     |
| Arremesso de peso    | Qiu Qiaoping · China               | 18.20       | Li Xiaoyun · China                    | 17.74    | Heike Hopfer · Alemanha Oriental | 17.27    |
| Disco                | Natalya Kaptyukh · União Soviética | 61.44       | Lisa-Marie Vizaniari · Austrália      | 60.44    | Anja Gündler · Alemanha Oriental | 59.30    |
| Dardo                | Tanja Damaske · Alemanha Oriental  | 61.06       | Oksana Ovchinnikova · União Soviética | 57.26    | Mandy Liverton · Grã-Bretanha    | 56.98    |
| Heptatlo             | Beatrice Mau · Alemanha Oriental   | 6166        | Rita Ináncsi · Hungria                | 5940     | Joanne Henry · Nova Zelândia     | 5728     |